# Jutland du Nord
Le Jutland du Nord (en danois : Nordjylland) est une des cinq régions du Danemark.
Créée le 1er janvier 2007, elle regroupe l’ancien amt du Jutland du Nord (son actuelle partie orientale) et une partie de celui de Viborg avec une administration centrale à Aalborg. La région est divisée en onze municipalités.

## Caractéristiques
Sa population s'élevait à 581 057 habitants au 1er janvier 2014. La région couvrait une superficie de 7 907 km2, ce qui représente une densité de 73 habitants par kilomètre carré, la plus faible des cinq régions danoises.
Les compétences de la région sont concentrées dans trois domaines principaux : la santé, le développement régional et l'aide sociale. La santé absorbe toutefois à elle seule plus des neuf dixièmes du budget régional. La région emploie 14 000 personnes au total.
Le tourisme joue un rôle très important dans l’économie du Jutland-du-Nord, cette région étant la deuxième zone la plus touristique du pays, après Copenhague. Ce secteur économique emploie environ 11 000 personnes dans la région.

## Politique
L'organe politique de la région du Jutland du Nord est le conseil régional, composé de 41 conseillers élus au suffrage universel pour un mandat de quatre ans. Il est actuellement présidé par Mads Duedahl, membre du parti Venstre.
|       |                                  |        |
| Parti | Parti                            | Sièges |
|       | Social-démocratie (A)            | 15     |
|       | Parti libéral (V)                | 11     |
|       | Parti populaire conservateur (C) | 7      |
|       | Liste de l'unité (Ø)             | 2      |
|       | La Nouvelle Droite (D)           | 2      |
|       | Parti populaire socialiste (F)   | 2      |
|       | Parti populaire danois (O)       | 1      |
|       | Parti social-libéral danois (B)  | 1      |

## Liste des municipalités
Les 11 communes de la région sont :
| Commune        | Population |
| -------------- | ---------- |
| Aalborg        | 215 312    |
| Brønderslev    | 36 370     |
| Frederikshavn  | 59 987     |
| Hjørring       | 64 610     |
| Jammerbugt     | 38 460     |
| Læsø           | 1 806      |
| Mariagerfjord  | 42 055     |
| Morsø          | 20 373     |
| Rebild         | 28 794     |
| Thisted        | 44 230     |
| Vesthimmerland | 37 479     |